# Апшер (округ, Західна Вірджинія)
Шаблон:StateAbbr_ 38°54′ пн. ш. 80°14′ зх. д. / 38.9° пн. ш. 80.23° зх. д.
Округ Апшер (англ. Upshur County) — округ (графство) у штаті Західна Вірджинія, США. Ідентифікатор округу 54097.

## Історія
Округ утворений 1851 року.

## Демографія
За даними перепису 2000 року загальне населення округу становило 23404 осіб, зокрема міського населення було 9079, а сільського — 14325. Серед мешканців округу чоловіків було 11354, а жінок — 12050. В окрузі було 8972 домогосподарства, 6353 родин, які мешкали в 10751 будинках. Середній розмір родини становив 2,92.
Віковий розподіл населення поданий у таблиці:
| Стать    | До 15 років | 15-21 | 22-29 | 30-39 | 40-49 | 50-65 | 65-85 | Понад 85 |
| -------- | ----------- | ----- | ----- | ----- | ----- | ----- | ----- | -------- |
| Чоловіки | 2221        | 1490  | 1082  | 1424  | 1715  | 1968  | 1291  | 163      |
| Жінки    | 2049        | 1610  | 1117  | 1521  | 1731  | 2027  | 1654  | 341      |

## Суміжні округи
- Гаррісон — північ
- Барбур — північний схід
- Рендолф — південний схід
- Вебстер — південь
- Льюїс — захід

## Виноски
1. ↑  U.S. Decennial Census. United States Census Bureau. Архів оригіналу за 2 серпня 2018. Процитовано 16 січня 2014.
2. ↑  Historical Census Browser. University of Virginia Library. Архів оригіналу за 11 серпня 2012. Процитовано 16 січня 2014.
3. ↑  Population of Counties by Decennial Census: 1900 to 1990. United States Census Bureau. Архів оригіналу за 3 червня 2013. Процитовано 16 січня 2014.
4. ↑  Census 2000 PHC-T-4. Ranking Tables for Counties: 1990 and 2000 (PDF). United States Census Bureau. Архів оригіналу (PDF) за 18 грудня 2014. Процитовано 16 січня 2014.
5. ↑  State & County QuickFacts. United States Census Bureau. Архів оригіналу за 22 липня 2011. Процитовано 16 січня 2014. [Архівовано 2011-06-07 у Wayback Machine.](англ.) Наведено за англійською вікіпедією.
6. ↑  American FactFinder. Бюро перепису населення США. Архів оригіналу за 26 лютого 2012. Процитовано 31 січня 2008. [Архівовано 2008-05-21 у Wayback Machine.]

| США | Це незавершена стаття з географії США. Ви можете допомогти проєкту, виправивши або дописавши її. |